# 洛根鎮區 (愛荷華州艾達縣)
洛根鎮區（英語：Logan Township）是位於美國愛荷華州艾達縣的一個行政鎮區。

## 地方資料
根據2010年美國人口普查的數據，洛根鎮區的面積為95.66平方千米，當中陸地面積為95.66平方千米，而水域面積為0.00平方千米。當地共有人口408人，而人口密度為每平方千米4.27人。